# Asin Thottumkal
Asin Thottumkal (malajalam: അസിന്‍ തോട്ടുങ്കല്; ur. 26 października 1985 w Koczin, w stanie Kerala) to nagrodzona wieloma nagrodami aktorka indyjska, która występuje w tollywoodzkich i kollywoodzkich filmach w języku telugu, tamilskim i malajalam. Asin jest chrześcijanką. Z wykształcenia jest anglistką.

## Filmografia
| Rok  | Film                            | Język     | Rola           | Uwagi                                                                           |
| ---- | ------------------------------- | --------- | -------------- | ------------------------------------------------------------------------------- |
| 2001 | Narendra Makan Jayakanthan Vaka | malajalam | Swathi         |                                                                                 |
| 2003 | Amma Nanna O Tamila Ammayi      | telugu    | Chennai        | Nagroda Filmfare dla Najlepszej Aktorki (telugu)                                |
| 2003 | Shivamani 9848022338            | telugu    | Vasantha       | Santosham Best Actress Award                                                    |
| 2004 | Lakshmi Narasimha               | telugu    | Rukhmini       |                                                                                 |
| 2004 | Gharshana                       | telugu    | Maya           |                                                                                 |
| 2004 | M. Kumaran son of Mahalakshmi   | tamilski  | Malabar        |                                                                                 |
| 2005 | Chakram                         | telugu    | Lakshmi        |                                                                                 |
| 2005 | Ullam Ketkumae                  | tamilski  | Priya          |                                                                                 |
| 2005 | Ghajini                         | tamilski  | Kalpana        | Nagroda Filmfare dla Najlepszej Aktorki (tamilski) dubbing w telugu pt. Ghazini |
| 2005 | Majaa                           | tamilski  | Seetha Lakshmi | dubbing w telugu pt. Mazaa                                                      |
| 2005 | Sivakasi                        | tamilski  | Hema           |                                                                                 |
| 2006 | Varalaru                        | tamilski  | Divya          |                                                                                 |
| 2006 | Annavaram                       | telugu    | Aishwarya      |                                                                                 |
| 2007 | Aalvar                          | tamilski  | Priya          | dubbing w telugu pt. Avatarudu                                                  |
| 2007 | Pokkiri                         | tamilski  | Shruti         |                                                                                 |
| 2007 | Vel                             | Tamil     | Swathi         | dubbing w telugu pt. Deva                                                       |
| 2008 | Dasavatharam                    | tamilski  |                | premiera 2 czerwca 2008                                                         |
| 2008 | Ghajini                         | hindi     | Kalpana        | premiera w grudniu 2008                                                         |